# 元町 (小牧市)
元町（もとまち）は、愛知県小牧市の町名。現行行政地名は元町一丁目から四丁目。

## 地理
小牧市西部に位置し、東は堀の内二丁目・四丁目、西は大字舟津、南は小木一丁目、北は弥生町に接する。

## 世帯数と人口
2024年（令和6年）4月1日現在の世帯数と人口は以下の通りである。
| 町・丁目   | 世帯数  | 人口  |
| ---------- | ------- | ----- |
| 元町一丁目 | 78世帯  | 137人 |
| 元町二丁目 | 112世帯 | 225人 |
| 元町三丁目 | 32世帯  | 66人  |
| 元町四丁目 | 88世帯  | 134人 |

## 学区
市立小・中学校に通う場合、学区は以下の通りとなる。
| 町丁       | 小学校               | 中学校               |
| ---------- | -------------------- | -------------------- |
| 元町一丁目 | 小牧市立三ツ渕小学校 | 小牧市立小牧西中学校 |
| 元町二丁目 | 小牧市立三ツ渕小学校 | 小牧市立小牧西中学校 |
| 元町三丁目 | 小牧市立三ツ渕小学校 | 小牧市立小牧西中学校 |
| 元町四丁目 | 小牧市立三ツ渕小学校 | 小牧市立小牧西中学校 |

## 歴史

### 沿革
- 1984年（昭和59年）10月15日 - 大字小牧の一部より、元町一～四丁目が成立[6][7]。

## 施設
- 中央倉庫小牧営業所
- グリーン物流小牧営業所
- 川西倉庫名古屋支店小牧営業所
- 佐川グローバルロジスティクス新小牧営業所
- ロジスティード中部小牧営業所
- 創価学会小牧文化会館
- 須佐男神社

## 交通
- 国道41号（名濃バイパス）
- 名古屋高速11号小牧線 堀の内出入口

## その他

### 日本郵便
- 郵便番号 : 485-0072[2]（集配局：小牧郵便局[8]）。